# Pavoraja nitida
Pavoraja nitida is een vissoort uit de familie van de Arhynchobatidae. De wetenschappelijke naam van de soort is voor het eerst geldig gepubliceerd in 1880 door Günther.